# Ах вы, сени, мои сени

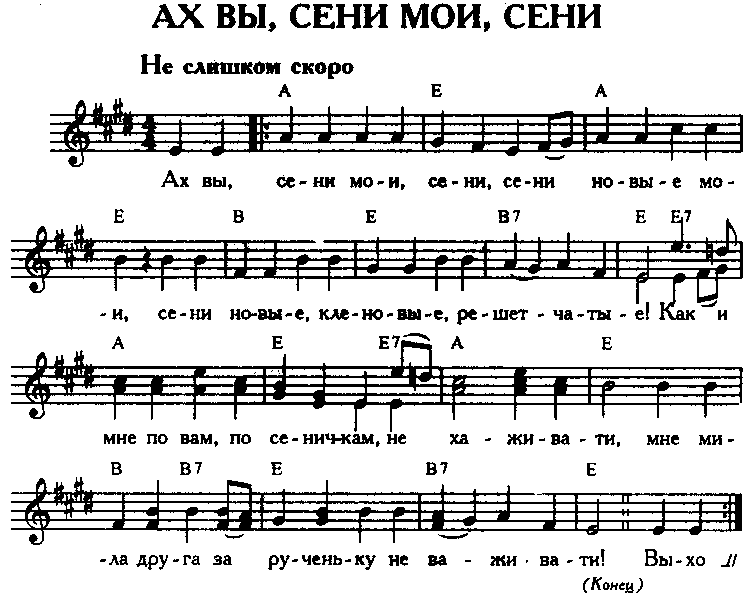
Ноты к песне

«Ах вы, сени, мои сени» — русская народная плясовая шуточная песня, в которой рассказывается история девушки, которая любит молодого пивовара Ваню, но её строгий отец запрещает им видеться. Размер — 4/4, тональность до мажор, характер весёлый.

## Древнерусские образы
Сени во времена Древней Руси в богатом доме были в виде парадной террасы, расположенной на втором этаже. Обычно сени поддерживались столбами и снабжались красивыми деревянными решётками. Именно о таких сенях поётся в песне. Именно с высокого места выпускает молодая женщина сокола, чтобы тот летел на родимую сторонку.
Не случайно сени «кленовые решётчатые», ведь резные изделия из клёна очень прочны и передают тончайшие движения резца. В фольклоре на бочках использовались обручи также из клёна именно из-за его прочности.
Пиво — один из древнейших напитков, известный вместе с мёдом, квасом и вином. В деревнях пиво варилось для братчины перед большими сельскими праздниками — чаще это были Рождество или Никола Зимний, Масленица, Пасха и престольный праздник. Обычно пиво изготавливалось из ржаного и овсяного солода, а также хмеля. Хороший пивовар на праздниках всегда пользовался уважением.

## Описание песни
Впервые опубликована в 1790 году И. Прачем, Н. Львовым.
В записной тетради 1880—1881 годов Фёдор Достоевский отмечает высокое художественное достоинство этой песни.
В Пудожье мотив соединился с мотивом «Девка яблочки щипала, не наливчатые» и превратилась в ланцовую песню. В первой трети XX века песня сократилась и стала восприниматься как чисто кадрильная. В Беломорске (Карелия) под песню исполнялась кадриль «Восьмёрка».
У белорусов, возможно, самая известная кадриль танцуется под песню «Уж вы сени, мои сени. Сени новые мои».
В 1906 году на приисках Ципиканского золотоносного района появилась другая песня на мотив «Уж, вы сени, мои сени», в основу песни положен реальный случай. Купец Козлов, взявший в аренду прииск Ивановский, настолько задолжал работникам, что они взломали его «козенку» — склад с товарами и продуктами — и взяли всё необходимое для себя и своих семей. Рабочие связали Козлова, вынесли его на дорогу и прикрепили записку: «Собаке собачья смерть». Один из сыновей золотопромышленника Прохора Бодрова подобрал Козлова. Козлов дал согласие Бодрову на совместное управление прииском, рабочим сразу же был дан полный расчёт. Козлов вскоре исчез. Возникнув сразу же после этого случая, песня продолжала жить долгие годы.

Уж, вы, сени, мои сени,

В сенях новеньких сидит

Молодой купчина с пузом,

Весь от страха он дрожит.

Задолжал рабочим людям

Он копейку не одну.

Мы его сами осудим

И решим его судьбу.

Уж, вы, сени, мои сени.

Не сидит в сенях купец,

За должок козенка вскрыта,

И купцу пришел конец.

Вскоре песня стала известна во многих районах Прибайкалья и Забайкалья, у семейских она исполнялась даже на свадьбах.
Сама мелодия проста, но способна к украшению, и по этой причине она часто является второй или третьей мелодией, которой учат начинающего ученика на балалайке. Её часто исполняют сольные певицы.
Песня стала известна благодаря эпическому советскому фильму Сергея Бондарчука 1968 года «Война и мир» по роману Льва Толстого. Первая часть фильма включает в себя сцену с русскими солдатами, поющими эту песню во время прохода через австрийскую деревню.